# 菊屋浦上商事
菊屋浦上商事（きくやうらかみしょうじ）は、神奈川県相模原市にある文房具店。左利き向けの文房具をメインに取り扱う、全国でも少ない種類の文房具店として知られている。左利きの「聖地」と呼ばれることもある。

## 略歴
1947年（昭和22年）、東京都大田区に「菊屋」として創業。1972年、神奈川県相模原市に店舗を移転した。当時は左利きグッズには特化しておらず、普通の文房具店として営業していた。

### 左利き専門店として
1993年頃、当時の店長の左利きの息子が右利き用のカッターナイフを使い大怪我を負った。当時の店長は文房具店で務める自身でさえ左利き向けの文房具を息子に提供できなかったことにショックを受け、他にも「困っている人は多いはず」と考えたことから、左利き用の文房具を集めたコーナーを新設した。結果、全国から問い合わせが来た上、テレビ番組が取材に来るに至り、本格的に幅広く左利きグッズを集めることとなった。はじめは左利き向けの文具だけを揃えていたが、需要に応じて調理器具や工具など、幅広い製品を扱うようになった。1998年から2年ほどオンライン販売にも対応していたが、「自分に合ったグッズを店頭で直接触って選んでほしい」という思いから取り止めた。
2022年1月20日、公益財団法人「相模原市まち・みどり公社」へ防災用品を寄贈したことを受け、同公社から感謝状を贈呈された。
同年7月7日、菊屋浦上商事の「創業75周年をお祝いする会」で、6月20日に店舗営業を終了したことを発表し、今後は外商を中心として左利き用製品の拡大や左利き向け商品の提案の強化などを進めていく方針を示した。